# Na klucz
Na klucz – trzeci producencki album polskiego muzyka Igora Sobczyka, znanego jako IGS. Został wydany pod koniec września 2006 roku. Gościnnie wystąpili m.in. Pokahontaz, O.S.T.R., Duże Pe czy Trzeci Wymiar.

## Lista utworów
Źródło.
1. „Każdy z nas to pozna” (gościnnie: Gutek, Bas Tajpan)
2. „Podpisz ten papier (wersja oryginalna)” (gościnnie: Pokahontaz)
3. „In Place” (gościnnie: Losza Vera)
4. „Biznesklab” (gościnnie: Moral)
5. „Inwazja” (gościnnie: Bas Tajpan)
6. „Uzależniony” (gościnnie: Duże Pe, Losza Vera)
7. „Kieruje mną instynkt” (gościnnie: Dizkret, Pan Wankz)
8. „Mam ręce czyste” (gościnnie: O.S.T.R.)
9. „Na bank” (gościnnie: HST)
10. „Mięso” (gościnnie: Trzeci Wymiar)
11. „Taki sam jak ja” (gościnnie: Duże Pe)
12. „Znów miałem szansę” (gościnnie: Olo)
13. „Do stu od zera” (gościnnie: Moral/Gano)